# OGLE-TR-56
OGLE-TR-56 é uma estrela na constelação de Sagittarius, na direção do centro galáctico. É pouco brilhante com uma magnitude aparente visual de 16,56. Medições de paralaxe pelo satélite Gaia indicam que está a uma distância de 2200+550
−370parsecs (7200+1800
−1200anos-luz) da Terra, um valor maior que o estimado por métodos indiretos, de 1600 parsec. A essa distância, sua magnitude é diminuída em 1,25 devido à extinção causada por gás e poeira no meio interestelar.
OGLE-TR-56 é notável por possuir o segundo planeta extrassolar em trânsito descoberto, após HD 209458, e o primeiro detectado inicialmente por trânsito. Esse objeto é um Júpiter quente em uma órbita de apenas 1,2 dias, com uma massa de cerca de 140% da massa de Júpiter e um raio inflado de 173% do raio de Júpiter.

## História de observação
Em 2002 foi publicado um catálogo de 46 estrelas identificadas como candidatas a ter um planeta extrassolar em trânsito pelo projeto Optical Gravitational Lensing Experiment (OGLE), em uma pesquisa fotométrica de cinco milhões de estrelas na direção do centro da Via Láctea, em que 52 mil foram observadas com a precisão fotométrica suficiente. No mesmo ano, um suplemento dessa pesquisa, utilizando um novo algoritmo de análise de dados, identificou 13 candidatos adicionais, entre os quais OGLE-TR-56, o caso mais promissor de trânsito planetário. A descoberta do planeta foi confirmada em um estudo de 2003, que mostrou que a velocidade radial da estrela apresenta variações consistentes com a presença de um corpo em órbita. Esse foi o segundo planeta extrassolar observado em trânsito, após HD 209458, e o primeiro descoberto por esse método, já que o planeta ao redor de HD 209458 foi inicialmente detectado pelo método da velocidade radial.
As curvas de luz da descoberta do planeta, pelo OGLE, possuem qualidade relativamente baixa, impedindo a determinação dos parâmetros precisos do planeta. Em 2007, foi publicada uma nova curva de luz, baseada em um único trânsito observado pelo instrumento FORS1, no Very Large Telescope, mas posteriormente foi mostrado que ela possui grandes erros sistemáticos. Os dados fotométricos mais recentes, e de mais alta qualidade, foram publicados em 2011 e consistem em 21 curvas de luz de 19 trânsitos distintos, observados primariamente pelo instrumento MagIC nos telescópios Magalhães.

## Características
Os parâmetros fundamentais de OGLE-TR-56 são difíceis de determinar devido ao seu baixo brilho (magnitude aparente visual 16,6) e à grande densidade de estrelas no seu campo visual. Observações espectroscópicas da estrela determinaram uma temperatura efetiva de 6119 ± 62 K, indicando que ela provavelmente é uma estrela de classe F. Os primeiros estudos do sistema indicavam que esta seria uma estrela da sequência principal um pouco maior que o Sol, com cerca de 1,0 a 1,2 vezes a massa solar (M☉) e 1,1 a 1,4 vezes o raio solar (R☉) (ver tabela abaixo). Os dados mais recentes da curva de luz de trânsito do planeta OGLE-TR-56b indicam uma densidade estelar consideravelmente menor, levando a estimativas maiores para a massa e raio da estrela (1,34 M☉ e 1,74 R☉), e consequentemente para o planeta. Esses valores indicam que OGLE-TR-56 é uma estrela evoluída.
| Massa (M☉)         | Raio (R☉)          | Ref.   |
| ------------------ | ------------------ | ------ |
| 1,04 ± 0,05        | 1,10 ± 0,10        | [ 8 ]  |
| 1,10 ± 0,078       | 1,12 ± 0,069       | [ 3 ]  |
| 1,17 ± 0,04        | 1,15 ± 0,06        | [ 6 ]  |
| 1,17 ± 0,04        | 1,32 ± 0,06        | [ 11 ] |
| 1,228+0,072 −0,078 | 1,363+0,089 −0,086 | [ 14 ] |
| 1,339 ± 0,101      | 1,737 ± 0,045      | [ 5 ]  |

## Sistema planetário
O planeta orbitando OGLE-TR-56, denominado OGLE-TR-56b, é um Júpiter quente situado a uma distância de apenas 0,025 UA da estrela. Sua órbita circular tem um período de 1,212 dias e está inclinada em 73,5° em relação ao plano do céu. Sua massa pode ser calculada a partir da variação na velocidade radial da estrela causada pela gravidade do planeta, sendo estimada em 1,4 vezes a massa de Júpiter. A partir da curva de luz de trânsito da estrela, com uma diminuição de aproximadamente 1% no brilho da estrela, o raio do planeta é estimado em 1,73 vezes o raio de Júpiter, correspondendo a uma baixa densidade de 0,34 g/cm3. Esse fenômeno de inflação no raio planetário devido à alta irradiação estelar é observado em vários Júpiteres quentes e representa um desafio aos modelos planetários.
OGLE-TR-56b está muito perto de sua estrela, mesmo para um Júpiter quente, e já foi considerado um "Júpiter muito quente". Observações do sistema pelos instrumentos FORS2, no Very Large Telescope, e MagIC, nos telescópios Magalhães, detectaram uma diminuição de 0,0363 ± 0,0091% no brilho do sistema durante o eclipse secundário, quando o planeta passa atrás da estrela. Isso significa que o planeta é muito quente e emite energia termal significativa, com uma temperatura efetiva estimada de 2718+127
−107 K.
| Planeta | Massa          | Raio             | Semieixo maior (UA) | Período orbital (dias)  | Excentricidade | Inclinação    |
| ------- | -------------- | ---------------- | ------------------- | ----------------------- | -------------- | ------------- |
| b       | 1,41 ± 0,18 MJ | 1,734 ± 0,059 RJ | 0,02453 ± 0,00062   | 1,21191096 ± 0,00000065 | 0              | 73,47 ± 0,37° |

| Massa (MJ)      | Raio (RJ)          | Densidade resultante (g/cm3) | Ref.   |
| --------------- | ------------------ | ---------------------------- | ------ |
| 0,9 ± 0,3       | 1,30 ± 0,15        | 0,5 ± 0,3                    | [ 8 ]  |
| 1,45 ± 0,23     | 1,23 ± 0,16        | 1,0 ± 0,3                    | [ 16 ] |
| 1,18 ± 0,13     | 1,25 ± 0,09        | 0,80                         | [ 3 ]  |
| 1,24 ± 0,13     | 1,25 ± 0,08        | 0,84                         | [ 6 ]  |
| 1,29 ± 0,12     | 1,30 ± 0,05        | 0,78                         | [ 11 ] |
| 1,39+0,18 −0,17 | 1,363+0,092 −0,090 | 0,68+0,18 −0,14              | [ 14 ] |
| 1,39 ± 0,18     | 1,378 ± 0,090      | 0,70                         | [ 12 ] |
| 1,41 ± 0,18     | 1,734 ± 0,059      | 0,335 ± 0,031                | [ 5 ]  |